# Помона (Калифорнија)
Помона (енгл. Pomona) град је у америчкој савезној држави Калифорнија. По попису становништва из 2010. у њему је живело 149.058 становника.

## Демографија
Према попису становништва из 2010. у граду је живело 149.058 становника, што је 415 (0,3%) становника мање него 2000. године.
|                   | 2010.            | 2000.            |
| Укупно            | 149 058 (100,0%) | 149 473 (100,0%) |
| Хиспаноамериканци | 105 135 (70,53%) | 96 370 (64,47%)  |
| Белци             | 18 672 (12,53%)  | 25 348 (16,96%)  |
| Азијати           | 12 688 (8,512%)  | 10 762 (7,200%)  |
| Афроамериканци    | 10 924 (7,329%)  | 14 398 (9,633%)  |
| Остали            | 1 639 (1,100%)   | 2 595 (1,736%)   |